# Homoranthus
Homoranthus é um género botânico pertencente à família Myrtaceae.

## Espécies[1]
- Homoranthus binghiensis J.T.Hunter
- Homoranthus bornhardtiensis J.T.Hunter
- Homoranthus croftianus J.T.Hunter
- Homoranthus darwinioides (Maiden & Betche) Cheel
- Homoranthus decasetus Byrnes
- Homoranthus decumbens (Byrnes) Craven & S.R.Jones
- Homoranthus flavescens A.Cunn. ex Schauer
- Homoranthus lunatus Craven & S.R.Jones
- Homoranthus montanus Craven & S.R.Jones
- Homoranthus papillatus Byrnes
- Homoranthus porteri (C.T.White) Craven & S.R.Jones
- Homoranthus prolixus Craven & S.R.Jones
- Homoranthus tropicus Byrnes
- Homoranthus virgatus A.Cunn. ex Schauer
- Homoranthus wilhelmii (F.Muell.) Cheel